# Weed (Nowy Meksyk)
Weed – jednostka osadnicza w Stanach Zjednoczonych, w stanie Nowy Meksyk, w hrabstwie Otero.